# Mosambikstrom

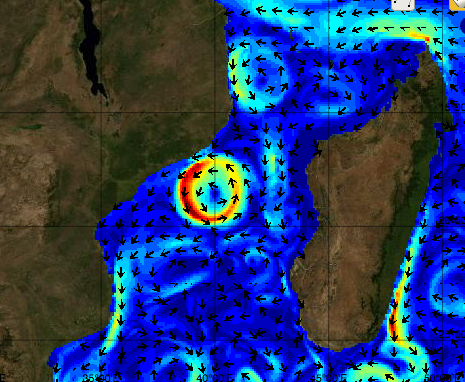
Visualisierung der Meeresströme zwischen Madagaskar und dem Kontinent

Der Mosambikstrom im Indischen Ozean transportiert warme Wassermassen südwärts entlang der Ostküste des südlichen Afrikas. Er verläuft etwa zwischen der Küste Madagaskars und Mosambiks und geht in den Agulhasstrom über.
Die bekannte Garden Route in Südafrika profitiert von den warmen Wassermassen des Stroms, da die dortige Flora somit bis weit in den Winter hinein blühen kann.
Die Ursachen für die Strömung gelten derzeit als noch nicht ausreichend erforscht.